# Michail Wassiljewitsch Skopin-Schuiski

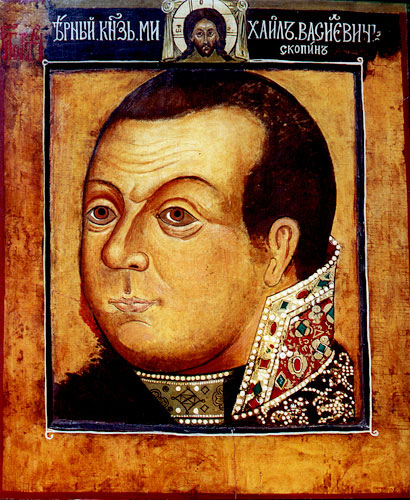
Michail Wassiljewitsch Skopin-Schuiski

Fürst Michail Wassiljewitsch Skopin-Schuiski (russisch Михаил Васильевич Скопин-Шуйский; * 8. Novemberjul. / 18. November 1586greg.; † 23. Apriljul. / 3. Mai 1610greg. in Moskau) war ein russischer Staatsmann und Heerführer in der Zeit der Wirren. Er kämpfte wiederholt gegen Iwan Bolotnikow sowie gegen den Pseudodimitri II.

## Leben
Michail Skopin-Schuiski war ein Vertreter des Hauses Schuiski und ein entfernter Verwandter des Zaren Wassili Schuiski. Während der Belagerung Moskaus durch die Truppen Pseudodimitris II. schickte der Zar den jungen talentierten Feldherrn nach Nowgorod, um einen Bündnisvertrag mit Schweden zu schließen. An der Spitze einer russisch-schwedischen Armee (die Schweden wurden von Jakob De la Gardie angeführt) unternahm Skopin-Schuiski einen Befreiungsfeldzug gegen die Kräfte Pseudodimitris II., die sich im erheblichen Maße aus polnisch-litauischen Abenteurern sowie Kosaken zusammensetzten. Das russisch-schwedische Heer gewann eine Reihe von Schlachten, nahm mehrere nordrussische Städte ein und hob die Belagerungen des Dreifaltigkeitskloster von Sergijew Possad und Moskaus auf.
Für seine Erfolge wurde Skopin-Schuiski als ein Nationalheld gefeiert. Er bereitete sich auf einen Feldzug zum Entsatz der von königlichen polnischen Truppen belagerten Stadt Smolensk vor (siehe Polnisch-Russischer Krieg 1609–1618). Doch die unpopuläre Zarenfamilie wurde auf die Beliebtheit des jungen Feldherrn eifersüchtig und fürchtete um ihre Macht. Skopin-Schuiski verstarb völlig überraschend im Alter von 23 Jahren nach einem Festessen in Moskau. Viele Zeitgenossen sowie Historiker beschuldigten vor allem den Bruder des Zaren Dmitri Schuiski, der sich als Thronnachfolger wähnte, Gift eingesetzt zu haben. Dmitri Schuiski führte daraufhin selbst den Feldzug nach Smolensk an und verlor die entscheidende Schlacht von Kluschino. Als Konsequenz davon marschierten die Polen in Moskau ein. Die Zarenfamilie wurde gefangen genommen und nach Polen verschleppt, wo ihre Mitglieder verstarben.
Von Nestor Kukolnik erschien 1835 ein Drama „Fürst Michail Wassiljewitsch Skopin-Schuiski“.